# (2495) Noviomagum
(2495) Noviomagum ist ein Asteroid des inneren Hauptgürtels, der am 17. Oktober 1960 vom niederländischen Forscherteam Cornelis Johannes van Houten, Ingrid van Houten-Groeneveld und Tom Gehrels im Rahmen des Palomar-Leiden-Surveys entdeckt wurde. 
Die Benennung des Asteroiden erfolgte nach der lateinischen Bezeichnung der niederländischen Stadt Nijmegen.